# Muugabukten
Muugabukten (est. Muuga laht) är en vik i norra Estland cirka 13 kilometer nordost om Tallinns centrum, inne i viken ligger Muuga hamn som är Estlands största frakthamn. Muugabukten ligger på gränsen mellan kommunerna Viimsi vald och Jõelähtme vald i Harjumaa. Den avgränsas i nordväst av udden Tammneem och i öst av udden Koljuots. Vid dess strand ligger orterna Randvere, Muuga och Uusküla.